# Németh László-díj
A Németh László-díj az oktatási miniszter által adományozható egyik szakmai elismerés. Azoknak az általános iskolai, szakiskolai és középiskolai oktató-nevelő munkát végző tanároknak adományozható, akik a gyermekek harmonikus személyiségformálásában huzamosan kiemelkedő munkát végeznek. Jutalomösszege 300 000 Ft/fő. A díjat évente osztják ki. 2013-ig 15 fő kaphatta, attól az évtől a díjazottak száma jelentősen megnőtt. Ugyanettől az évtől kezdve a díj a pedagógusnap alkalmából kerül átadásra.
A díjazott az adományozást igazoló okiratot és plakettet kap.

## A plakett
A plakett Ágh Fábián Sándor szobrászművész alkotása. Kerek alakú, bronzból készült, átmérője 80, vastagsága 8 mm. A plakett egyoldalas, Németh László domború arcképét és a Németh László-díj feliratot ábrázolja.

## Díjazottak

### 1991
- Kalmár Pálné, a jászapáti Mészáros Lőrinc Gimnázium, Szakközépiskola és Kollégium igazgatója

### 1992
- Dr. Andrási Júlia, a budapesti 50. számú Szakmunkásképző és Szakiskola igazgatója,
- Dr. Csabai Mária, a budapesti Széchenyi István Általános Iskola tanára,
- Faragó Viktória, zenetanár, a dunapataji Zeneiskola igazgatója,
- Horváth Imelda, a soproni Szent Orsolya Rend Római Katolikus Általános Iskola igazgatóhelyettese,
- Jávorfi Jánosné, a pécsi Apáczai Nevelési Központ Általános Iskolája igazgatója,
- Dr. Juhász Lászlóné, a békéscsabai Hugonnai Vilma Egészségügyi Szakközépiskola igazgatóhelyettese,
- Kapás Józsefné, a salgótarjáni Bolyai János Gimnázium igazgatóhelyettese, matematika-fizika szakos tanár,
- Kocsis Antalné, a budapesti XIII. kerületi Radnóti Miklós utcai Általános Iskola igazgatóhelyettese,
- Dr. Kőszegi Miklósné, zenetanár,
- Polgár Marianna, zenetanár,
- Stuller Lajosné, a szőlősgyöröki Latinka Sándor Gyermekotthon nevelője,
- Takács László, a budapesti Madách Imre Gimnázium tanára,
- Wiedemann László, a Fővárosi Pedagógiai Intézet szaktanácsadója,
- Zsoldos János, a budapesti Mozgásjavító Általános Iskola tanára,
- Zsótér Zsuzsanna, a budapesti XIV. kerületi Általános Iskola tanára.

### 1993
- dr. Balogh Mihályné, a soproni Széchenyi István Általános Iskola és Gimnázium tanára,
- Dr. Barna Lajos, a fóti Gyermekváros nyugalmazott igazgatója,
- Batki Józsefné, a békéscsabai Hugonnai Vilma Egészségügyi Szakközépiskola tanára,
- Csabai Mária, a budapesti Széchenyi István Általános Iskola tanára,
- Danz Gyula, az orosházi 3-as Számú Általános Iskola igazgatója,
- Dréher János, a budapesti II. Rákóczi Ferenc Gimnázium tanára,
- Géher Istvánné, a budapesti Toldy Ferenc Gimnázium tanára,
- Gombos István, a budapesti Esze Tamás Ifjúsági Otthon igazgatója,
- Kern Józsefné, a paksi Bezerédj Általános Iskola történelem-magyar szakos tanára,
- Martony Péterné, a budapesti ΧΠΙ. kerületi Radnóti Miklós Utcai Általános Iskola tanára,
- Rónai Béla, a budapesti Németh László Gimnázium tanára, vezető pedagógus,
- Oromszegi Ottó, a budapesti Nádasdy Kálmán Művészeti Iskola fagott-tanára,
- Pál József Péterné, a paksi Gesztenyés Utcai Általános Iskola tanára,
- Stormer Imre, a somogyjádi Általános Iskola igazgatója,
- Szécsényi Lászlóné, a szolnoki Mátyás Király Általános Iskola munkaközösség-vezetője,
- Szatmári László, a Kispesti Zeneiskola igazgatója,
- Tóth Ferencné, a komlói Nagy László Gimnázium tanára,
- Tóth László, a szolnoki Ruhaipari Szakközépiskola és Ipari Szakmunkásképző Iskola igazgatója,
- Zsiday Galgóczy Béláné, a budapesti Szent István Gimnázium tanára.

### 1994
- Berényi Ferencné, a jászfényszarui általános iskola tanára
- Béresné Nagy Ildikó, a budapesti Németvölgyi Úti Általános Iskola igazgatója;
- Csánky Mária, a budapesti XII. kerületi Iskola Téri Általános Iskola tanára;
- Földesi Ferenc, a hódmezővásárhelyi Bethlen Gábor Gimnázium igazgatója;
- Hegyi Balázs, a budapesti Jedlik Ányos Gimnázium tanára;
- dr. Kalmár Pálné, a jászapáti Mészáros Lőrinc Gimnázium és Szakközépiskola igazgatója;
- Kádár László, a budapesti Than Károly Vegyipari Szakközép-, Szakmunkásképző Iskola és Gimnázium igazgatóhelyettese, a levelező tagozat vezetőjének;
- Kádár Lászlóné, a budapesti Baár-Madas Református Gimnázium tanára;
- Kertész Lajos, a budapesti Bartók Béla Zeneművészeti Szakközépiskola és Gimnázium zongora tanszakvezetője;
- D. Kiss Sándor, a békésszentandrási Hunyadi János Általános Iskola tanára;
- Kiss Zsuzsanna, az ELTE Radnóti Miklós Gyakorló Iskola vezető pedagógusa;
- Kovács Kálmánné, a Fővárosi Pedagógiai Intézet vezető szaktanácsadója;
- Märcz Róbertné, a pécsi Fehérhegyi Általános Iskola igazgatója;
- Moldvai Sándorné, a szolnoki Mátyás Király Általános Iskola tanára;
- Pakurár Miklós, a debreceni Tócóskerti Általános Iskola igazgatója;
- Rontó László, a szolnoki Jendrassik György Gépipari Műszaki Szakközépiskola igazgatója;
- dr. Sasvári László, a budapesti Klauzál Gábor Műszeripari Szakközép- Szakmunkásképző és Szakiskola tanára;
- Szeghő István, a budapesti Németh László Kísérleti Nyolcosztályos Gimnázium tanára, vezető pedagógusa;
- dr. Turcsányi Andrásné, a Budapesti XVII. kerületi Újlak utcai Általános Iskola és Speciális Szakiskola tanára; * Varga Istvánné, a karcagi Arany János Úti Általános Iskola tanára.

### 1995
- Bánlaky László, a budapesti III. kerületi Ének-Zene Tagozatú Általános Iskola címzetes igazgatója,
- Belej Ferenc  budapesti Nádasdy Kálmán Művészeti Iskola zenetanára,
- Czubor János, a budapesti Gundel Károly Idegenforgalmi, Vendéglátóipari Szakközép- és Szakmunkásképző Iskola igazgatója,
- Csepelényi Attila, a békéscsabai Széchenyi István Közgazdasági és Külkereskedelmi Szakközépiskola tanára
- Csetényi Gyula, a budapesti Bartók Béla Zeneművészeti Szakközépiskola és Gimnázium igazgatóhelyettese, zenetanár,
- Kalácska László, a sárbogárdi Petőfi Sándor Gimnázium és Híradásipari Szakközépiskola tanára,
- Kapitány Sándor, a dunavecsei Általános Iskola és Diákotthon igazgatója,
- Pomázi László, a budapesti IX. kerületi Babits Mihály Gimnázium igazgatója,
- Pusztai Lászlóné, a budapesti Németh László Gimnázium igazgatóhelyettese,
- Sovány István, a budapesti Wesselényi Miklós Műszaki Szakközép- és Szakmunkásképző Iskola igazgatója,
- Spengler Györgyné, a budapesti Kiss János Általános és Középiskola igazgatója,
- dr. Szenes György, a a budapesti Bolyai János Elektronikai Szakközépiskola igazgatója,
- Tarnóiné Dulcz Emília, a budapesti Iványi Dániel Általános Iskola igazgatója,
- Thiering Etelka, a budapesti Szerb Antal Gimnázium tanára,
- Wambach Ferencné, a budapesti Tóth Aladár Állami Zeneiskola igazgatója.

### 1996
- Ács Katalin, a budapesti Táncsics Mihály Gimnázium igazgatója,
- Béres Károly, a ceglédi Erkel Ferenc Zeneiskola igazgatója,
- Botka Valéria karnagy, a Magyar Rádió Gyermekkórusának alapítója,
- Csányi László karnagy, a Magyar Rádió Gyermekkórusának alapítója,
- Gál Ferenc, a budapesti Tömöri Pál Elemi és Általános Iskola igazgatója,
- Hegedűs Oszkárné, a budapesti Berzeviczy Gergely Közgazdasági Szakközépiskola igazgatója,
- Mátyásffyné Jenei Gabriella, a váci Juhász Gyula Általános Iskola igazgatója,
- Miskei Lászlóné, a budapesti Rácz Aladár Zeneiskola zenepedagógusa,
- Lami Pál, a budapesti Németh László Gimnázium tanára, vezető pedagógus,
- Perlaky Istvánné, a budapesti IV. kerületi Bőrfestő Utcai Általános Iskola igazgatóhelyettese,
- Reményi János, karnagy, a Magyar Rádió és Televízió Gyermekkórusa művészeti vezetője,
- Salamon Péter, a budapesti Bánki Donát Ipari Szakközépiskola és Szakmunkásképző igazgatója,
- Szabó Imre, a miskolci Karacs Teréz Középiskolai Leánykollégium igazgató-helyettese,
- Dr. Szabó Jánosné, a békéscsabai Széchenyi István Közgazdasági és Külkereskedelmi Szakközépiskola matematikatanára
- Szabó László, a Vas Megyei Pedagógiai Intézet igazgatója.

### 1997
- Baksa Péter, a Jedlik Ányos Informatikai Szakközépiskola és Gimnázium tanára
- Bessenyei József, a nyíregyházi Bencs László Szakiskola és Általános Iskola igazgatója
- Dr. Csákabonyi Balázsné, a kaposvári Honvéd Utcai Általános Iskola és Speciális Szakiskola tanára
- Dobay Béla, a sárospataki Árpád Vezér Gimnázium tanára
- Császár Jánosné, az Orsolya Rendi Szent Angéla Általános Iskola tanára
- Ember Csaba, a balassagyarmati Rózsavölgyi Márk Zeneiskola igazgatója
- Harmath Árpád, a bázakerettyei általános iskola címzetes igazgatója
- Herendi Miklós, a budapesti Németh László Gimnázium volt tanára (posztumusz)
- Hornyánszkyné Becht Erika, a budapesti Járdányi Pál Zeneiskola zongoratanára
- Jacobsen József, a budapesti Bolyai János Műszaki Szakközépiskola igazgatóhelyettese
- Jancsó Ferenc, a budapesti Kalmár László Számítástechnikai Szakközépiskola igazgatója
- Jávor László, a törökszentmiklósi Székács Elemér Mezőgazdasági Élelmiszer-ipari Szakközépiskola tanára
- Juhász Judit, a budapesti Jókai Mór Általános Iskola tanára
- Krug Ferenc, a budapesti Könyves Kálmán Gimnázium igazgatója
- Dr. Makláryné Baranyai Valéria, a budapesti Állami Zeneiskola tanára, a Fővárosi Pedagógiai Intézet hegedű szaktanácsadója
- Dr. Sárközy István, a kecskeméti Református Kollégium Gimnáziumának igazgatója
- Szakály Ágnes cimbalomművész
- Dr. Szatmáry Zoltánné, a budapesti Tamási Áron Általános Iskola és Gimnázium igazgatója
- Tornóczky Józsefné, a berzencei iskola tanára, karnagy
- Vörös Miklós, a sárosdi általános iskola nyugalmazott tanára

### 1998
- Czidráné Bodza Klára, a budapesti Nádasdy Kálmán Művészeti és Általános Iskola tanára,
- Deák Béláné, az érdi Széchenyi István Általános Iskola tanára,
- Dely Csaba, a Bartók Béla Állami Zeneiskola igazgatóhelyettese,
- Fábry Béla, a fóti Károlyi István Gyermekközpont igazgatóhelyettese,
- Füzesgyarmati Edit, a kecskeméti Németh László Gimnázium és Szakmunkások Szakközépiskolája tanára,
- Kovács Jánosné, a budapesti Kós Károly Ének-zene Emeltszintű Általános Iskola tanára,
- Dr. Litkei József, a Janus Pannonius Tudományegyetem Babits Mihály Gyakorló Gimnázium igazgatója,
- Lukács Józsefné, a békéscsabai Széchenyi István Közgazdasági és Külkereskedelmi Szakközépiskola tanára,
- Muskovits Lászlóné, az érdi Bolyai János Általános Iskola nyugalmazott igazgatója,
- Olasz Sándor irodalomtörténész, kritikus, szerkesztő és egyetemi tanár,
- Paál Lajos, a ciszterci rend fehérvári József Attila Gimnáziumának tanára,
- Peták Istvánné, a budapesti XII. kerületi zeneiskola zongoratanára, szaktanácsadó,
- dr. Schäffer István, a budapesti Német Nemzetiségi Gimnázium igazgatója,
- Strausz György, a Fővárosi Önkormányzat Hetes Gyermekotthona igazgatója,
- Szakály Ágnes, a budapesti Tóth Aladár Zeneiskola cimbalomtanára, fővárosi munkaközösség-vezető,
- Tarnócai Istvánné, a budapesti XI. kerületi Csiki-hegyek Úti Általános Iskola tanára,
- Thomas Miklós, a budapesti Neumann János Számítástechnikai Szakközépiskola tanára,
- Ujj Sándor, a nyíregyházi Evangélikus Kossuth Lajos Gimnázium tanára,
- Varró Lajos, a budapesti Fáy András Közlekedésgépészeti Műszaki Szakközépiskola igazgatója,
- Veres István, a balassagyarmati Rózsavölgyi Márk Zeneiskola igazgatóhelyettese,
- Zentainé Valkai Ágnes, a budapesti XIII. kerületi zeneiskola igazgatóhelyettese, fővárosi szaktanácsadó.

### 1999
- Beke Imréné, a Józsefvárosi Zeneiskola igazgatója,
- Dr. Csatáry Dánielné, a Veres Pálné Gimnázium tanára,
- Csepela Jánosné, a Práter Ének-zene Tagozatos Általános Iskola vezető pedagógusa,
- Dohány András, a Hermán Ottó Általános Iskola igazgatója,
- Fürjesi Lászlóné, a páhi Általános Iskola és Napközi Otthonos Óvoda tanára,
- Lukácsy Mária, a siófoki Somogyi József Általános Iskola igazgatóhelyettese,
- Kiss Endréné, a tiszadadai Általános Iskola tanára,
- Kocsis Józsefné, a budapesti 12 Évfolyamos Iskola igazgatója,
- Kunos Andrásné nyugalmazott tanár,
- Murányi Lászlóné, a Hild József Általános Iskola igazgatója,
- Pallagi Judit, a Tóth Aladár Zeneiskola tanára, szaktanácsadó,
- Szabó Kelemenné, a kiskőrösi Petőfi Általános Iskola igazgatóhelyettese,
- Szittár Lászlóné, a pécsi Radnóti Miklós Közgazdasági Szakközépiskola igazgatója,
- Terlaky Edit, a kaposvári Táncsics Mihály Gimnázium tanára,
- Varga Tibor, a dunakeszi Radnóti Miklós Gimnázium igazgatója.

### 2000
- Apáti Lajosné, a Váci utcai Ének-Zenei Általános Iskola vezető tanára,
- dr. Bábosik Istvánné, a Dohnányi Ernő Zeneiskola igazgatója,
- Becze Lajos zenetanár, karnagy, a salgótarjáni zeneiskola igazgatója, fúvószenekari karnagy,
- Fuksz István, a sormási általános iskola igazgatója,
- Heiszmanné Zsíros Irén, az ónodi általános iskola igazgatója, könyvtárvezető,
- Horváth Ferenc, a tabi 1. sz. Általános Iskola igazgatója,
- Kiss András, a dunaújvárosi Szórád Márton Általános Iskola igazgatója,
- dr. Kocsis Mihályné, a Gróf Széchenyi István Általános Iskola és Szakiskola tanára,
- dr. Kovácsné dr. Papp Mária, a budapesti Humán Középiskola igazgatója,
- dr. Lampérth Gyula, a soproni Berzsenyi Dániel Evangélikus Gimnázium igazgatója,
- Molnár Márta, a győri Kazinczy Ferenc Gimnázium és Kollégium tanára,
- Posch István, a Bolyai János Fővárosi Gyakorló Műszaki Szakközépiskola igazgatóhelyettese,
- Dr. Szappanos Albert, a kecskeméti Zrínyi Ilona Általános Iskola igazgatója,
- Szerdahelyiné Jászberényi Ágnes, a budapesti Virányosi Általános Iskola igazgatója,
- Dr. Szolcsányi Jánosné, a pécsi Leőwey Klára Gimnázium igazgatója,
- dr. Váradi Iván Attila, a budapesti Művészeti Általános Iskola és Szövegszerkesztő Szakiskola igazgatója.

### 2001
- Ács Péterné, a Tóth Aladár Zeneiskola tanára,
- Adorján Gáborné, a Bőrfestő Utcai Általános Iskola tanára,
- Anderkó Endréné, a Pethneházy Dávid Általános Iskola nyugalmazott igazgatója,
- Borbola Erika, a Kozma Lajos Faipari Szakközépiskola igazgatóhelyettese,
- Fila Józsefné, a Szabóky Adolf Műszaki Szakközépiskola és Szakmunkásképző igazgatója,
- Gáspár Györgyné nyugalmazott tanár,
- Gulyás Sándor, az érdi Körösi Csoma Sándor Általános Iskola nyugalmazott tanára,
- Kemény Gáborné, a Kiss János Általános és Középiskola igazgatója,
- Kovács Lászlóné, a szentgotthárdi Arany János Általános Iskola tanára,
- Kovács Tibor, a kecskeméti Németh László Gimnázium és Szakközépiskola tanára,
- Pál József, a Veres Pálné Gimnázium tanára,
- Szakáll Istvánné, a Szent István Gimnázium igazgatója,
- Tardos Lászlóné, a Járdányi Pál Zeneiskola tanára,
- Veressné Denyén Mária, az ózdi Szabó Lőrinc Általános és Szakiskola tanára,
- Vincze Pálné, a Zugligeti Általános Iskola tanára.

### 2002
- Banga Ferencné, az újpesti Testnevelés Tagozatos Általános Iskola igazgatója,
- dr. Bartha Gyula, az acsai Petőfi Sándor Általános Iskola igazgatója,
- Béresné Szöllős Beatrix, az Óbudai Népzenei Iskola tanára,
- Hecz Gáborné, a fonyódi Mátyás király Gimnázium és Postaforgalmi Szakközépiskola tanára,
- Hidegkúthy Antónia, a budapesti XII. kerületi Zugligetiúti általános iskola igazgatója,
- Horváth Gábor, a Fazekas Mihály Fővárosi Gyakorló Általános Iskola és Gimnázium vezető tanára,
- Kolyvek István, a mezőnyárádi Szederkényi Anna Általános Iskola címzetes igazgatója,
- Kossuth Gábor, a miskolci Egressy Béni Zeneiskola tanszakvezető hegedűtanára,
- Lehoczkyné Csizmadia Márta, a budapesti X. kerületi Gyakorló utcai Közgazdasági Szakközépiskola és Gimnázium igazgatója,
- Nagy Istvánné, a biharugrai Szabó Pál Általános Iskola nyugalmazott igazgatója,
- Papp Miklósné, a szentendrei Vujicsics Tihamér Zeneiskola szolfézs tanszakvezető tanára,
- Páricsi Dezsőné, a budapesti Váci utcai Ének-Zene Általános Iskola igazgatója,
- dr. Rácz Istvánné, a budapesti Pécsi Sebestyén Általános és Zenetagozatos Iskola tanára,
- Szalay József, a Budai Ciszterci Szent Imre Gimnázium tanára,
- Varró Sándorné, a budapesti Jelky András Ruhaipari Szakközépiskola és Gimnázium igazgatója.

### 2003
- Bántó Zsuzsanna, a fonyódi Mátyás Király Gimnázium és Postaforgalmi Szakközépiskola igazgatója,
- Beleznay Tibor, a budapesti Bartók Béla Zeneművészeti Szakközépiskola és Gimnázium tanára,
- Csákányiné Sági Ágnes, a Szent Miklós Általános Iskola, Diákotthon, Gyermekotthon és Pedagógiai Szakszolgálat igazgatóhelyettese,
- Gábor Judit, a Kós Károly Ének-zene Tagozatos Általános Iskola igazgatóhelyettese,
- Horváth Antal, a Fazekas Mihály Fővárosi Gyakorló Általános Iskola és Gimnázium vezető tanára,
- Kiss István, a kazincbarcikai Ságvári Endre Gimnázium tanára, megyei matematikai szaktanácsadó,
- Márkusné Gábor Ildikó, a Szily Kálmán Kéttannyelvű Műszaki Középiskola és Kollégium igazgatója,
- Mogyoródi Zoltánné, a Bródy Imre Gimnázium tanára,
- Papp Gyula, a pécsváradi II. Béla Középiskola, Élelmiszeripari Szakközépiskola és Kollégium igazgatója,
- Parniczki András, a Dugonics András Általános Iskola és Gimnázium nyugalmazott tanára,
- Sándor Györgyné, a tiszadadai Holló László Általános Iskola igazgatója,
- Schmidt Józsefné, az ajkai Bródy Imre Gimnázium és Szakközépiskola nyugalmazott tanára,
- Tóth Béla, az Illyés Gyula Gimnázium és Közgazdasági Szakközépiskola igazgatója,
- Tóth Ilona, a derekegyházi Általános Iskola tanára,
- Varga Margit Margaréta, a jánoshalmi Radnóti Miklós Gimnázium és Informatikai Szakközépiskola tanára.

### 2004
- Ásztai Csabáné, a Pomázi Zeneiskola igazgatója,
- Dr. Császár Gézáné, az újpesti Szigeti József Általános Iskola igazgatója,
- Dr. Dombrády Lorándné, a XIII. kerületi Pedagógiai Szolgáltató Központ igazgatója,
- Grosán Pálné, a kecskeméti Vörösmarty Mihály Általános Iskola igazgatója,
- Dr. Gyöngyösy Zoltánné, a zuglói Hermán Ottó Általános Iskola igazgatója,
- Dr. Horváth Antal, a Fazekas Mihály Fővárosi Gyakorló Általános Iskola és Gimnázium vezető tanára,
- Jankó Katalin, a budapesti XIII. kerületi zeneiskola igazgatóhelyettese,
- Kotzné Havas Erika, az esztergomi Vitéz János Római Katolikus Tanítóképző Főiskola Gyakorló Általános Iskolája tanára,
- Márta Edit, a budapesti Magyar-Angol Kéttannyelvű Általános Iskola és Vendéglátó Szakiskola igazgatója,
- Mecsker József, a nagykőrösi Toldi Miklós Élelmiszeripari Középiskola, Szakiskola és Kollégium tanára,
- Dr. Szebedy Tas, a Városmajori Gimnázium igazgatója,
- Szimicsku Istvánné, az őri Bibó István Általános Iskola igazgatója,
- Törőcsik Zita, a XI. kerületi József Attila Gimnázium igazgatója,
- Dr. Újvári Sándor, a székesfehérvári Lánczos Kornél Gimnázium fizikatanára,
- Ungár István, a Fazekas Mihály Fővárosi Gyakorló Általános Iskola és Gimnázium vezetőtanára,
- Vágó Tibor, a Kolos Richárd Fővárosi Gyakorló Műszaki Szakközépiskola tanára,
- Veres Istvánné, a balassagyarmati Rózsavölgyi Márk Művészeti Iskola tanára,

### 2005
- Balla Árpád, a Borsod-Abaúj-Zemplén Megyei Pedagógiai Szakmai és Szakszolgálati Intézet igazgató-helyettese,
- Bársony Vera, az ELTE Radnóti Miklós Gyakorlóiskola nyugalmazott tanára,
- Boldoczki Sándor, a kiskőrösi Városi Alapfokú Művészetoktatási Intézmény tanára,
- Dr. Gyapay Gábor, a Fazekas Mihály Fővárosi Gyakorló Általános Iskola és Gimnázium tanára,
- Hajós Anikó, az Ady Endre Fővárosi Gyakorló Kollégium igazgató-helyettese,
- Horváth Ferenc, a barcsi Dráva Völgye Középiskola igazgatója,
- Kendeh Gusztáv, a tapolcai Járdányi Pál Zeneiskola igazgatója,
- Koós Ferenc, a pilisvörösvári Általános Iskola tanára,
- Dr. Mészáros Rezsőné, a szegedi Gedói Általános Iskola és Művészeti Alapiskola igazgatója,
- Szerdahelyi Sándor, a kazincbarcikai Ságvári Endre Gimnázium nyugalmazott tanára, festőművész,
- Tányéros József, a váci Radnóti Miklós Általános Iskola tanára,
- Tihanyszegi Mária, (posztumusz) a budapesti Dohnányi Ernő Zeneiskola Alapfokú Művészetoktatási Intézmény igazgatója,
- Tóth Béla Ferenc, a mezőnagymihályi Petőfi Sándor Általános Iskola és Művészeti Alapiskola igazgatója,
- Utasi István, az öttömösi Általános Művelődési Központ igazgatója,
- Walter Jánosné, a karcagi Zádor úti Általános Iskola igazgatója.

### 2006
- Czobor László, a soproni Széchenyi István Gimnázium tanára,
- Gloviczki Zoltán, a XIII. kerületi Németh László Gimnázium tanára,
- Horváth Vilmosné, a VI. kerületi Tóth Aladár Zeneiskola tanszakvezető zongoratanára,
- Koncz Sándor, a pápai Munkácsy Mihály Általános Iskola igazgató-helyettese,
- Kovács Andrásné, a jászfényszarui Általános Iskola, Kooperatív Művészeti Alapiskola és Szakiskola tanára,
- Lassúné Márkus Mária, a Váci Utcai Ének-Zenei Általános Iskola igazgató-helyettese,
- László Éva, a XIII. kerületi Zeneiskola zongoratanára,
- Dr. Orbán Jenőné, a pápakovácsi Közös Fenntartású Általános Iskola és Szakiskola igazgatója,
- Sipos Ottó, a lajosmizsei Általános Iskola igazgatója,
- Szelőczei Miklós, a győri Kazinczy Ferenc Gimnázium és Kollégium tanára,
- Dr. Szokó Miklósné, a székesfehérvári Németh László Általános Iskola igazgatója,
- Tóth Margit, a XIII. kerületi Pannónia Általános Iskola tanára,
- Virt István, a III. kerületi Szent Miklós Általános Iskola, Diákotthon és Gyermekotthon igazgatója, nevelőtanár,
- Vészi Gézáné, a IV. kerületi Bródy Imre Gimnázium tanára,
- Dr. Xantus László, a XVII. kerületi Békésy György Posta- és Távközlésforgalmi Szakközépiskola igazgatója.

### 2007
- Árvai Gézáné, az Erzsébetvárosi Pedagógiai Szolgáltató Központ pedagógiai előadója,
- Baloghné Béni Gabriella, a IV. kerületi Homoktövis Általános Iskola igazgató-helyettese,
- Bató Flórián, a békéscsabai 10. Számú Általános Iskola tanára,
- Bánfalvi Katalin, a debreceni Simonffy Emil Zeneiskola tanszakvezető gordonkatanára,
- Dr. Biernaczky Szilárdné, a XII. kerületi Solti György Zenei Alapfokú Művészetoktatási Intézmény igazgatója,
- Fekete Ildikó, a XIII. kerületi Zeneiskola zongoratanára, korrepetitor,
- Gömöry András, a VIII. kerületi Fazekas Mihály Fővárosi Gyakorló Általános Iskola és Gimnázium vezető tanára,
- Jósa Erzsébet, a IV. kerületi Csokonai Vitéz Mihály 12 Évfolyamos Gimnázium tanára,
- Nagy Ernő, a pécsi Ciszterci Rend Nagy Lajos Gimnáziuma és Kollégiuma tanára, karnagy,
- Dr. Rónai Miklós, a XI. kerületi Mechatronikai Szakközépiskola és Gimnázium igazgatója,
- Rudolf Ottóné, a Drámapedagógiai Társaság Életmű-díjas drámapedagógusa,
- Papp Andorné, a I. kerületi Toldy Ferenc Gimnázium igazgató-helyettese,
- Dr. Szederkényi József, a pécsi Zipernowsky Károly Műszaki Szakközépiskola igazgatója,
- Ujvári Sándor, a székesfehérvári Lánczos Kornél Gimnázium tanára,
- Zátonyiné Fazekas Erzsébet, a békéscsabai Belvárosi Általános Iskola és Gimnázium igazgatója.

### 2008
- Balogh Irén, a Szegedi Tudományegyetem Ságvári Endre Gyakorló Gimnázium tanára, karnagy,
- Demeterné Polczer Erzsébet, a székesfehérvári Hermann László Zeneművészeti Szakközépiskola és Alapfokú Művészetoktatási Intézmény tanára,
- Gelesz Imréné, az olaszfalui Villax Ferdinánd Általános Iskola nyugalmazott pedagógusa,
- Kiss Sándorné, az egri Felsővárosi Általános Iskola igazgatója,
- Kocsis Pál, a kecskeméti Kocsis Pál Mezőgazdasági és Környezetvédelmi Szakközépiskola Szakiskola és Speciális Szakiskola igazgatója,
- Papp Józsefné, a pilisborosjenői Német Nemzetiségi Általános Iskola és Alapfokú Művészetoktatási Intézmény igazgatója,
- Puskás János, a Makói Oktatási Központ, Szakképző Iskola és Kollégium nyugalmazott tanára,
- Dr. Sebestyén Zoltánné, a XXI. kerületi Jedlik Ányos Gimnázium tanára,
- Sipos Imre, a székesfehérvári Teleki Blanka Gimnázium igazgatója,
- Szabóné Baráth Ilona, a XII. kerületi Virányos Általános Iskola tanára,
- Szakács Zoltánné, a váci Radnóti Miklós Általános Iskola igazgató-helyettese,
- Dr. Szerényi Mária, a IV. kerületi Szűcs Sándor Általános Iskola tanára,
- Dr. Török Miklósné, a szegedi Kőrösy József Közgazdasági Szakközépiskola nyugalmazott tanára,
- Vitárius Imréné, a Józsefvárosi Zeneiskola zongoratanára,

### 2009
- Bokor Györgyné, a szentendrei Vujicsics Tihamér Alapfokú Művészetoktatási Intézmény igazgatója,
- Borbényi Lászlóné, a salgótarjáni Táncsics Mihály Közgazdasági, Ügyviteli, Kereskedelmi és Vendéglátóipari Szakközépiskola és Szakiskola nyugalmazott tanára,
- Bödör Márta, a fonyódi Mátyás Király Gimnázium tanára,
- Hajnal Gabriella, a XII. kerületi Tamási Áron Általános Iskola és Német Kéttannyelvű Nemzetiségi Gimnázium igazgatója,
- Halász János, a Kossuth Lajos Kéttannyelvű Fővárosi Gyakorló Műszaki Szakközépiskola és Szakiskola igazgatója,
- Kindl Márta, a székesfehérvári Belvárosi I. István Középiskola igazgatója,
- Kissné Spira Veronika, az ELTE Trefort Ágoston Gyakorlóiskola vezető tanára,
- Lengyel Géza, a csepeli Jedlik Ányos Gimnázium tanára,
- Meleg Károly, a tatabányai Erkel Ferenc Alapfokú Művészetoktatási Intézmény zenetanára, fuvolaművész,
- Miskolci Józsefné, a csepeli Fasang Árpád Zeneiskola igazgatója,
- Németh Ildikó Mária, a soproni Széchenyi István Gimnázium tanára,
- Pállné Kiss Edit, a nyírvasvári Vasvári Pál Általános Iskola és Óvoda igazgató-helyettese,
- Rákóczi Péter, a tarnaleleszi ÁMK tanára, karnagy,
- Vancsisin Gáborné, a Fazekas Mihály Fővárosi Gyakorló Általános Iskola és Gimnázium tanára,
- Zloch Istvánné, a dunaújvárosi Széchenyi István Gimnázium tanára.

### 2010
- Csákány Antalné, nyugalmazott tanár, a Magyar Pedagógiai Társaság Általános Iskolai és Gimnáziumi Szakosztálya vezetője,
- Fekete Imréné, a XXII. kerületi Nádasdy Kálmán Alapfokú Művészeti és Általános Iskola tanára,
- Frics Gyuláné, salgótarjáni nyugalmazott tanár,
- Giczy Béla, a IV. kerületi Bródy Imre Oktatási Központ igazgatója,
- Hámori János, a péceli Ráday Pál Gimnázium tanára,
- Káplár Adolf, a barcsi TIT Alapítványi Középiskola igazgatója,
- Lengyel Géza, a csepeli Jedlik Ányos Gimnázium tanára,
- Makkai Gézáné, a bajai Lukin László Ének-Zenei Általános Iskola és Alapfokú Művészetoktatási Intézmény igazgatója,
- Molnár Lászlóné, a pápakovácsi Kastély Oktatási Központ, Német Nemzetiségi Általános Iskola, Szakiskola és Óvoda igazgatója,
- Mujdricza Ferenc, a pécsi Pollack Mihály Műszaki Szakközépiskola, Szakiskola és Kollégium nyugalmazott tanára,
- Philipp Györgyné, a XVIII. kerületi Vörösmarty Mihály Ének-zenei, Nyelvi Általános Iskola és Gimnázium tanára,
- Ruszinkóné Czermann Cecília, a dunakeszi Farkas Ferenc Alapfokú Művészetoktatási Intézmény igazgatója,
- Simonfay Krisztina, a hévízi Bibó István Alternatív Gimnázium és Szakközépiskola tanára,
- Tóth Miklós, a balassagyarmati Rózsavölgyi Márk Alapfokú Művészetoktatási Intézmény tanára,
- Urbán János, a XIII. kerületi Berzsenyi Dániel Gimnázium tanára.

### 2011
- Csányi László, a dunakeszi Radnóti Miklós Gimnázium nyugalmazott tanára,
- Fükéné Walter Mária, a Pécsi Művészeti Gimnázium és Szakközépiskola címzetes igazgatója,
- Hellnerné Nádor Ildikó, a XII. kerületi Jókai Mór Általános és Német Nemzetiségi Iskola igazgatója,
- Hódsági Béla, a XIV. kerületi Szent István Gimnázium tanára,
- Horváth Péter, a Gazdagrét-Csikihegyek Általános Iskola tanára,
- Józsa Tamás, a győri Hild József Építőipari Szakközépiskola igazgatója,
- Krassói Kornélia, a XXI. kerületi Jedlik Ányos Gimnázium tanára,
- Moretti Alfréd, a kisszállási Sallai István Általános Iskola nyugalmazott tanára,
- Papp Rózsa, a Semmelweis Egyetem Gyakorló Általános Iskola és Gimnázium tanára,
- Perneczkyné Baranyi Klára, a balassagyarmati Rózsavölgyi Márk Alapfokú Művészetoktatási Intézmény hegedű- és szolfézstanára,
- Szenáki Józsefné, az őri Bibó István Általános Iskola volt igazgatója,
- Szuprics Tamás, a dunaújvárosi Széchenyi István Gimnázium tanára,
- Tari Endre, a lajosmizsei Fekete István Általános Iskola tanára,
- Vitányi György, a XXI. kerületi Karácsony Sándor Általános Iskola igazgatója,
- Zele János, a VIII. kerületi Fazekas Mihály Fővárosi Gyakorló Általános Iskola és Gimnázium tanára,

### 2012
- Cilli Márta, a sárospataki II. Rákóczi Ferenc Általános Iskola tanára, kistérségi munkaközösség-vezető,
- Cserfalviné Mészáros Zsuzsanna, a II. kerületi Szabó Lőrinc, Két Tannyelvű Általános Iskola és Gimnázium igazgató-helyettese,
- Gáborné Kolmont Rita, a Farkaslyuki Általános Iskola igazgatója,
- Handa Ferencné, a XXI. kerületi Lajtha László Általános Iskola tanára,
- Koronka Lajos, a IV. kerületi Kozma Lajos Faipari Szakközépiskola intézményvezetője,
- Lőrincz János, a tabi Rudnay Gyula Középiskola és Szakiskola tanára,
- Mészáros Csaba, a VII. kerületi Madách Imre Gimnázium intézményvezetője,
- Móricz Lászlóné, az Erzsébetvárosi Kéttannyelvű Általános Iskola, Szakiskola és Szakközépiskola tanára,
- Németh László, a zalaegerszegi Zrínyi Miklós Gimnázium igazgató-helyettese,
- Sebők Irén, a XV. kerületi Hubay Jenő Alapfokú Művészetoktatási Intézmény és Pedagógiai Szakkönyvtár hegedűtanára, karmester,
- Somogyiné Quallich Lenke, a salgótarjáni Kodály Zoltán tagiskola tagintézmény-vezetője,
- Szabó Istvánné, a salgótarjáni Váczi Gyula Alapfokú Művészetoktatási Intézmény tanszakvezető zongoratanára,
- Szászné Heszlényi Judit, az ELTE Trefort Ágoston Gyakorlóiskola vezető-tanára,
- Szentandrási Péter, az Erzsébetvárosi Pedagógiai-Szakmai Szolgáltató Intézmény pedagógiai előadója,
- Vértesaljai Mária, a Városmajori Gimnázium tanára.

### 2013
- Almási Lászlóné
- Dr. Baksáné Nagyhegyesi Borbála
- Baloghné Tari Borbála
- Bodor Károly
- Dr. Bokori Istvánné
- Busáné Marosi Ilona
- Czipóné Balczár Magdolna
- Csábi István, a balassagyarmati Rózsavölgyi Márk Alapfokú Művészeti Iskola tanára,
- Csiki László
- Egyházi Viktorné, a pápai Munkácsy Mihály Német Nemzetiségi Nyelvoktató Általános Iskola igazgatója,
- Feketéné Kurcsinka Erzsébet
- Fodor Mária
- Fogarasi Attiláné
- Galy Istvánné, a csepeli Fasang Árpád Alapfokú Művészeti Iskola tanára,
- Gyulay Éva
- Hollósi Lászlóné, a soponyai Gróf Zichy János Általános és Alapfokú Művészeti Iskola igazgatója,
- Honvisák Jánosné, kiskörei Vásárhelyi Pál Általános Iskola tanára,
- Ivádi Éva
- Izsó Pál
- Kapuvári György
- Dr. Kiss Gáborné
- Kocsisné Dióssy Krisztina
- Kovács Andrea
- Kovács Mira Zsuzsanna, a dunaújvárosi Széchenyi István Gimnázium magyar-történelem szakos tanára, a történelem munkaközösség vezetője,
- Magyarné Csintalan Márta, kiskörei Vásárhelyi Pál Általános Iskola tanára,
- Mancsuska Magdolna
- Máté Jánosné
- Máté Sándor, a csólyospálosi Általános Iskola tagintézmény-vezetője,
- Molnár Antalné
- Molnár Gáborné
- Murvai József
- Müllerné Ódor Marianna, a dunaújvárosi Széchenyi István Gimnázium igazgatóhelyettese,
- Nagy Emilné
- Dr. Okányiné Németh Erika
- Palancsa Zoltánné
- Papp Gyöngyi, a békéscsabai Petőfi Utcai Általános Iskola pedagógusa, igazgatója,
- Pető Mária
- Popovicsné Csintalan Éva
- Schultz Katalin
- Sömjén Gábor, a Könyves Kálmán Gimnázium igazgatója
- Spisák Andrásné
- Süle Ilona, az ELTE Gyakorló Általános Iskola és Középiskola igazgatóhelyettese
- Szabóné Bárány Kornélia
- Tamás Ferencné
- Dr. Tasnádiné Hajdú Ágnes
- Tóth Balázsné
- Turúné Tóth Anikó
- Veczánné Rudolf Beáta
- Viczkó Tamásné, a csepeli Fasang Árpád Alapfokú Művészeti Iskola tanára,
- Vlcskó Pál, a Békéscsabai Központi Szakképző Iskola pedagógusa, főigazgató-helyettese.

### 2014
- Baghyné Urbán Ilona, a miskolci Kandó Kálmán Szakközépiskola intézményvezetője,
- Bagyinkáné Jász Jolán, a Gyula Általános Iskola és Alapfokú Művészeti Iskola képzőművész pedagógusa,
- Balatoni Tamásné, a magyarmecskei Általános Iskola intézményvezetője,
- Balogh Terézia, a szentesi Koszta József Általános Iskola tanára, munkaközösség-vezetője,
- Bánky Judit, a Budapest XXII. Kerületi Kempelen Farkas Gimnázium intézményvezetője,
- Benczéné Dizseri Márta, az érdi Vörösmarty Mihály Gimnázium intézményvezető-helyettese,
- Bernát Zsuzsánna, az újbudai Ádám Jenő Általános Iskola iskolaigazgatója,
- Bolyki Katalin, a Farkasréti Általános Iskola tanítója, igazgatóhelyettese,
- Dr. Borbélyné Szabó Katalin, a kiskunfélegyházi Móra Ferenc Gimnázium nyugdíjas tanára,
- Borosné Korcsok Eszter, a Dr. Hepp Ferenc Általános Iskola és Alapfokú Művészeti Iskola tanítója,
- Bruckner Sándorné, a pilisvörösvári Német Nemzetiségi Általános Iskola munkaközösség-vezetője,
- Budai Józsefné, a XXII. Kerületi Egyesített Óvoda, Csicsergő tagóvoda tagóvoda vezetője,
- Bunda János István, a Jedlik Ányos Gimnázium középiskolai tanára,
- Cseh Sándor Imréné, a rimóci Szent István Általános Iskola Mikszáth Kálmán Tagintézményének tanítója,
- Csiszér Miklós, a kKunhegyesi Általános Iskola, Alapfokú Művészeti Iskola és Szakiskola nyugállományú pedagógusa,
- Deákné Veszprémi Ágnes, az alsóerdősori Bárdos Lajos Általános Iskola és Gimnázium általános és középiskolai testnevelő tanára,
- Dobszai Jenő, a debreceni Kazinczy Ferenc Általános Iskola és Alapfokú Művészeti Iskola intézményvezetője,
- Ecsedi Irén, a karcagi Általános Iskola intézményvezetője,
- Fodor Sándorné, a Mocsáry Antal Általános Iskola és Alapfokú Művészeti Iskola nyugalmazott igazgatóhelyettese,
- Forray Luca, a Fővárosi Pedagógiai Szakszolgálat II. kerületi Tagintézményének fejlesztő gyógypedagógusa,
- Gárdos Gábor, a Magyar Olimpiai Bizottság kiemelt edzője,
- Gyímesi Ilona, a Szigetcsépi Általános Iskola és Alapfokú Művészeti Iskola nyugállományba vonult intézményvezetője,
- Győri Péter, a Fekete István Általános Iskola és Előkészítő Szakiskola gyógypedagógusa,
- Hegyiné Honyek Katalin Margit, a Gyengénlátók Általános Iskolája, Egységes Gyógypedagógiai Módszertani Intézménye és Kollégiuma gyógypedagógia tanára,
- Horváth Dénes, a Járdányi Pál Zenei Alapfokú Művészeti Iskola hegedű, brácsa, kamarazene tanára, zenekarvezetője,
- Horváth István László, a Komárom-Esztergom Megyei Óvoda, Általános Iskola, Speciális Szakiskola, Kollégium és Gyermekotthon Móra Ferenc Tagintézménye műszaki szakoktatója,
- Hosszúné Bartha Etelka, a zuglói Hajós Alfréd Magyar-Német Két Tanítási Nyelvű Általános Iskola intézményvezetője,
- Juhász Istvánné, a Háry László Általános Iskola tanára,
- Kaudersné Madarász Zsuzsanna, a fóti Népművészeti Szakközép-, Szakiskola és Gimnázium pedagógusa,
- Kertész Ágnes, a Benedek Elek Egységes Gyógypedagógiai Módszertani Intézmény, Óvoda, Általános Iskola, Speciális Szakiskola és Kollégium gyógypedagógusa,
- Klimaj Tamásné, a sarkadi Ady Endre-Bay Zoltán Középiskola és Kollégium kollégiumvezetője,
- Dr. Komáromi István, a Nyíregyházi Főiskola Eötvös József Gyakorló Általános Iskola és Gimnázium igazgatója,
- Konta Gyula, a Török Flóris Törekvés SE szakedzője,
- Konyhás Mihály, a jászsági Apponyi Albert Általános Iskola és Alapfokú Művészeti Iskola intézményvezető-helyettese,
- Kostyál Jánosné, a bánhidai Jókai Mór Általános Iskola tanítója,
- Kovácsné Csonkás Erika Veronika, a zalaegerszegi Kölcsey Ferenc Gimnázium középiskolai tanára,
- Kovácsné Lébényi Klára, a dombóvári József Attila Általános Iskola intézményvezető-helyettese,
- Lengyel István, a dunakeszi Radnóti Miklós Gimnázium művészeti rajz szakos középiskolai tanára,
- Litkai Ferencné, a Dr. Mező Ferenc Általános Iskola intézményvezetője,
- Lukácsi István, a Vajda Péter Ének-zenei Általános és Sportiskola tanára,
- Mihály Béla, a szentesi Lajtha László Alapfokú Művészeti Iskola címzetes igazgatója, karnagy, klarinét tanár
- Molnár Lászlóné, a GÚT Általános Iskola igazgatója,
- Nagy Ferencné, a Szárcsa Általános Iskola intézményvezető-helyettese,
- Németh László, a Mátyás Király Gimnázium középiskolai tanára, munkaközösség-vezetője,
- Orbán Edit, a zalaegerszegi Zrínyi Miklós Gimnázium tanára,
- Pásztor Katalin, a Borsodi Általános Iskola tanítója,
- Paulik Pálné, a Csik Ferenc Általános Iskola és Gimnázium tanára,
- Pintér Jánosné, a Gyulai Gaál Miklós Általános Iskola és Alapfokú Művészeti Iskola tanítója, az iskolaotthonos munkaközösség vezetője,
- Pozsik Lajos, a zalaegerszegi Kölcsey Ferenc Gimnázium középiskolai tanára,
- Pusztainé Szabó Margit Ilona, az orosházi Református Két Tanítási Nyelvű Általános Iskola nyugalmazott címzetes igazgatója,
- Rihayné Ágoston Anikó, a Solti György Zenei Alapfokú Művészeti Iskola zongoratanára,
- Rónavári Mária, a fóti Népművészeti Szakközép-, Szakiskola és Gimnázium pedagógusa,
- Salamon Attiláné, a Liszt Ferenc Általános Iskola intézményvezetője,
- Sebestyénné Veisz Anna, a Fővárosi Pedagógiai Szakszolgálat 1. számú Szakértői Bizottsági Tagintézményének gyógypedagógusa,
- Süveges Géza, a csehimindszenti Általános Iskola nyugalmazott intézményvezetője
- Szalai Béla, a toronyi Általános Iskola tanára
- Dr. Szántó Lászlóné, a Batthyány Károly Általános Iskola, Speciális Általános és Szakiskola tagintézmény vezetője
- Szarvas Rita, a szentendrei Móricz Zsigmond Gimnázium középiskolai tanára
- Szász Józsefné, a Józsefvárosi Zeneiskola Alapfokú Művészeti Iskola hegedű tanára, tanszakvezetője
- Dr. Szekszárdiné Gábor Ágnes, a Jedlik Ányos Gimnázium középiskolai tanára, könyvtáros tanára
- Táborné Vincze Márta, a budapesti Fazekas Mihály Általános Iskola és Gimnázium vezetőtanára
- Tamásiné Sárospataki Rita, a budapesti Bárczi Gusztáv Óvoda, Általános Iskola és Készségfejlesztő Speciális Szakiskola gyógypedagógusa,
- Tóth Anett, az újpesti Csokonai Vitéz Mihály Általános Iskola és Gimnázium fejlesztő pedagógusa,
- Ungerné Paukovits Gizella, a Dr. Nagy László Egységes Gyógypedagógiai Módszertani Intézmény, Általános Iskola, Beszédjavító Általános Iskola, Speciális Szakiskola, Kollégium, Leány Gyermekotthon, Fiú Gyermekotthon intézményvezetőség-vezetője,
- Vanczákné Rogosz Ildikó, a szirmabesenyői Szinyei Merse Pál Általános Iskola és Alapfokú Művészeti Iskola tanára,
- Dr. Várnai Andrásné, a Deák Diák Általános Iskola volt igazgatója,
- Véghely Tamásné, a Kastélydombi Általános Iskola igazgatója,
- Vida Béla, a Budapest XVIII. Kerületi Kondor Béla Általános Iskola intézményvezetője,

### 2015
- Andóné Hentes Valéria, a Budapest V. Kerületi Szemere Bertalan Általános Iskola és Gimnázium Intézményvezető-helyettese
- Árendás Rozália, a kiskunhalasi Felsővárosi Általános Iskola tanítója, munkaközösség-vezetője,
- Bácsai Gáborné, a Játékszín Óvoda óvodavezető-helyettese, óvodapedagógusa,
- Bella Tibor, a Budapest XVII. kerületi Gregor József Általános Iskola igazgatója,
- Benkóné Dudás Piroska, a békéscsabai Központi Szakképző Iskola és Kollégium fejlesztő-pedagógusa,
- Bifkovicsné Liga Erika, az érdi Gárdonyi Géza Általános Iskola és Gimnázium általános iskolai tanára,
- Borbély Judit, a Városmajori Gimnázium és Kós Károly Általános Iskola tanára,
- Czuppon Péter, néptáncpedagógus,
- Deutsch Istvánné, a Kaposvári Egyetem Gyakorló Általános Iskola és Gimnázium vezető tanára,
- Elekes Mária, a Budapest XXI. Kerületi Herman Ottó Általános Iskola intézményvezető-helyettese,
- Ember Gertrud, a balassagyarmati Rózsavölgyi Márk Alapfokú Művészeti Iskola tanára, szabadidő szervezője,
- Farkas Mária Ildikó, a gyulai Erkel Ferenc Gimnázium és Informatikai Szakképző Iskola, Kollégium nevelési igazgatóhelyettese,
- Forgács Ferencné, a zalaegerszegi Kölcsey Ferenc Gimnázium középiskolai tanára
- Gyeneiné Szederkényi Zsuzsanna, a fővárosi Czabán Általános Iskola intézményvezető-helyettese
- Gyöngyösiné Bálint Anna, a kunágotai Bereczki Máté Általános Iskola tanára,
- Dr. Halász Imréné, a zalaegerszegi Kölcsey Ferenc Gimnázium középiskolai tanára,
- Horváth Zsuzsanna, a fővárosi Jedlik Ányos Gimnázium középiskolai tanára,
- Horváthné Sümegi Mária, a zalaegerszegi Eötvös József és Liszt Ferenc Általános Iskola tanítója,
- Ifju Piroska Katalin, a Budapest XXI. Kerületi Mészáros Jenő Speciális Általános Iskola gyógypedagógusa,
- Illésné Kobolák Judit, a solymári Hunyadi Mátyás Német Nemzetiségi Általános és Művészeti Alapiskola tanítója, igazgatója,
- Ivánné Böcskei Marianna, a szombathelyi Bercsényi Miklós Általános Iskola tanítója,
- Jászai Nagy István, a bátonyterenyei Kossuth Lajos Térség Általános Iskola és Alapfokú Művészeti Iskola pedagógusa, címzetes igazgatója,
- Jenei János, a Budapest XXI. Kerületi Széchenyi István Általános és Kéttannyelvű Általános Iskola testnevelő tanára, iskolai és kerületi munkaközösség-vezetője,
- Kalydi Zsigmond Tamásné, a fehérgyarmati Bárdos Lajos Általános Iskola és Alapfokú Művészeti Iskola igazgatója,
- Karnis Pálné, az FM Kelet-magyarországi Agrár-Szakképző Központ Mátra Erdészeti, Mezőgazdasági és Vadgazdálkodási Szakképző Iskolája és Kollégiuma szakmai főigazgató-helyettese,
- Katonáné Rosta Hedvig, a keszthelyi Egry József Általános és Művészeti Iskola tanítónője, drámapedagógusa,
- Király Győzőné, a zalaegerszegi Izsák Imre Általános Iskola tanítója, napközis nevelője, munkaközösség-vezetője,
- Krajnyik Éva, a kiskörei Vásárhelyi Pál Általános Iskola tanítója,
- Kyncl Rita, az Alsóerdősori Bárdos Lajos Általános Iskola és Gimnázium ének-zene szakos tanára, kórusvezetője,
- Maksáné Nagy Katalin, az ecsédi Richter Gedeon Általános Iskola tanítója,
- Márta Irén, a törökszentmiklósi Kodály Zoltán Alapfokú Művészeti Iskola tanára,
- Márton Csabáné, a győri Pattantyús-Ábrahám Géza Ipari Szakközépiskola matematika-fizika szakos tanára,
- Máté Istvánné, a bánhorváti Kazinczy Gábor Általános Iskola tanára,
- Mayer Orsolya, a Csillagszemű Táncegyüttes táncművészeti pedagógusa,
- Mikóné Kocsis Éva, az Eötvös József és Liszt Ferenc Általános Iskola tanítója,
- Mikus Judit, a Budapest XXI. Kerületi Móra Ferenc Általános Iskola intézményvezetője,
- Mócz Ferenc, a miskolci Egressy Béni-Erkel Ferenc Zeneiskola, Alapfokú Művészeti Iskola intézményvezetője,
- Moldvai Katalin, a Jász-Nagykun-Szolnok Megyei Kádas György Óvoda, Általános Iskola, Szakiskola, Egységes Gyógypedagógiai Módszertani Intézmény, Kollégium és Gyermekotthon, Karcagi Tagintézményének gyógypedagógusa,
- Molnár Erzsébet, a békéscsabai Központi Szakképző Iskola és Kollégium tanára,
- Palotai Istvánné, a Budapest XII. kerületi KIMBI Óvoda óvodapedagógusa, óvodavezetője,
- Papp Lászlóné, a mátészalkai Képes Géza Általános Iskola igazgatóhelyettese,
- Papp Zoltán Tibor, a fővárosi Hungária Általános Iskola és Kollégium nevelője,
- Patyi Istvánné, az érdi Gárdonyi Géza Általános Iskola és Gimnázium tanítója,
- Pausch Józsefné, a Budapest XXI. kerületi Fasang Árpád Zenei Alapfokú Művészeti Iskola pedagógusa,
- Dr. Pelényi Attiláné, a Budapest I. Kerületi Toldy Ferenc Gimnázium óraadó középiskolai tanára,
- Pusztai Mária, a Budapest XIV. kerületi Szent István Gimnázium gimnáziumi tanára,
- Rideg Ildikó, a kondorosi Petőfi István Általános és Alapfokú Művészeti Iskola, Kollégium tagintézmény-vezetője,
- Rozgonyi János István, az érdi Batthyány Sportiskolai Általános Iskola intézményvezetője,
- Sárközyné Pomázi Ágnes, a tatabányai Kodály Zoltán Általános Iskola és Alapfokú Művészeti Iskola tanára,
- Siklódi Margit Melinda, a cinkotai Huncutka Óvoda óvodavezető-helyettese,
- Stelzelné Szabó Erzsébet, a Budapest I. Kerületi Kosztolányi Dezső Gimnázium intézményvezetője,
- Szarvasné Körmendi Katalin, a pilisvörösvári Templom Téri Német Nemzetiségi Általános Iskola tanítója,
- Szecseyné Tóth Katalin, a hatvani Lesznai Anna Óvoda, Általános Iskola, Szakiskola gyógypedagógusa,
- Szöllősiné dr. Vári Zsuzsa, a Budapest XII. kerület Pedagógiai Szolgálat igazgatója,
- Szrjeborni Ervinné, a Budapest XXI. Kerületi Katona József Általános Iskola tanítója,
- Szvák Jánosné, a záhonyi Árpád Vezér Általános Iskola és Alapfokú Művészeti Iskola általános iskolai tanára,
- Takács Istvánné, a fővárosi Kodály Zoltán Magyar Kórusiskola, Általános Iskola, Gimnázium nyugalmazott tanítója,
- Tornai Tibor, az érdi Batthyány Sportiskolai Általános Iskola tanítója,
- Tóth Beatrix, az Eötvös Loránd Tudományegyetem Tanító és Óvónőképző Kar oktatója, mestertanára,
- Tóth Tamás, a balassagyarmati Rózsavölgyi Márk Alapfokú Művészeti Iskola pásztói Rajeczky Benjámin Tagintézményének tagintézmény-vezetője,
- Valkóné Pogány Zsuzsanna, a Lónyay Utcai Református Gimnázium és Kollégium pedagógusa,
- Varga Attila, a Budapest XIII. kerületi Németh László Gimnázium intézményvezetője,
- Varga Judit, a pécsi Leőwey Klára Gimnázium pedagógusa,
- Vargáné Pethő Klára, a Budapest XXI. Kerületi Katona József Általános Iskola tanítója,
- Vecserdi Jenőné, az oroszlányi Benedek Elek Egységes Gyógypedagógiai Módszertani Intézmény, Óvoda, Általános Iskola, Speciális Szakiskola és Kollégium igazgatója,
- Vizerné Dankó Edit, a kisvárdai Somogyi Rezső Általános Iskola általános iskola tanítója,
- Molnárné Katona Ilona, a Dankó Pista Egységes Óvoda-Bölcsőde, Általános Iskola, Szakképző Iskola, Gimnázium, Kollégium tanára,
- Dr. Veresné Kovács Éva, az Eötvös József Általános Iskola tanára, osztályfőnök, munkaközösség-vezető

### 2016
- Ábrahám-Furus Jánosné, Üllés, Forráskút, Csólyospálos Községi Általános Iskola és Alapfokú Művészeti Iskola Csólyospálosi Tagintézményének tanára, munkaközösségének vezetője,
- Bagdiné Dudog Orsolya Annamária, a tárnoki II. Rákóczi Ferenc Sportiskolai Általános Iskola igazgatója,
- Balla Edit, a Budapest XX. kerületi Lázár Vilmos Általános Iskola tanítója,
- Bányász Monika, a miskolci Kossuth Lajos Evangélikus Óvoda, Általános Iskola, Gimnázium és Pedagógiai Szakközépiskola középiskolai tanára,
- Dr. Baráth Lajosné, a szegedi Krúdy Gyula Kereskedelmi és Vendéglátóipari Szakközépiskola és Szakiskola nyugalmazott tagintézmény-vezetője,
- Belej Ferencné, a Budapest XXII. kerületi Nádasdy Kálmán Alapfokú Művészeti Iskola és Általános Iskola nyugalmazott zenetanára,
- Bencsikné Monostori Márta, a barcsi Szivárvány Egységes Gyógypedagógiai Módszertani Intézmény gyógypedagógusa,
- Bódi Ottóné, a kiskörei Vásárhelyi Pál Általános Iskola tanítója,
- Borsfai László, a győri Bárczi Gusztáv Óvoda, Általános Iskola, Készségfejlesztő Speciális Szakiskola és Kollégium intézményvezetője,
- Bulláné Farkas Beáta, a kazincbarcikai Pollack Mihály Általános Iskola tanítója,
- Czuczainé Skaper Hilda, a szentgotthárdi Arany János Általános Iskolája pedagógusa,
- Cser Gézáné, a váci Földváry Károly Általános Iskola igazgatóhelyettese,
- Csőszné Rabóczky Ágnes, a várpalotai Várkerti Általános Iskola intézményvezetője,
- Dr. Erdős Lászlóné, a nagykanizsai Farkas Ferenc Zene- és Aranymetszés Alapfokú Művészeti Iskola zongoratanára,
- Dr. Farkas Istvánné, a kaposvári Általános Iskola és Gimnázium tanára, az Intézményi Tanács elnöke,
- Fehér László, a Budapest XXI. kerületi Kék Általános Iskola pedagógusa,
- Geráné Kullai Melinda, Üllés, Forráskút, Csólyospálos Községi Általános Iskola és Alapfokú Művészeti Iskola Csólyospálosi Tagintézménye tagintézmény-vezetője,
- Hága Lászlóné, a tolnai Wosinsky Mór Általános Iskola és Alapfokú Művészeti Iskola intézményvezetője,
- Halla Ilona, a Budapest XXI. kerületi Széchenyi István Általános és Kéttannyelvű Általános Iskola pedagógusa,
- Hortobágyi Istvánné, a sarkadi Ady Endre – Bay Zoltán Gimnázium és Kollégium intézményvezető-helyettese,
- Horváthné Szentléleki Katalin, a dunakeszi Bárdos Lajos Általános Iskola intézményvezetője,
- Horváthné Tóth Tímea, a szombathelyi Neumann János Általános Iskola pedagógusa,
- Dr. Iszályné Hegedűs Anna Mária, a dombegyházi Balsaráti Vitus János Általános Iskola pedagógusa,
- Jakabné Józsa Klára, a dunaújvárosi Móricz Zsigmond Általános Iskola intézményvezetője,
- Dr. Jeszenszkyné dr. Gallai Gabriella, a Budapest XVI. Kerületi Móra Ferenc Általános Iskola intézményvezetője,
- Juhász Anikó Mária, a törökszentmiklósi Hunyadi Mátyás Magyar – Angol Két Tanítási Nyelvű Általános Iskola pedagógiai igazgatóhelyettese,
- Juhászné Ligeti Katalin, a pilisvörösvári Német Nemzetiségi Óvoda intézményvezetője,
- Katona Zsuzsanna, a szandaszőlősi Általános Iskola és Alapfokú Művészeti Iskola tanára,
- Királyné Fehér Ágnes Katalin, a békési Dr. Hepp Ferenc Általános Iskola és Alapfokú Művészeti Iskola tanára,
- Kisfalvi Zsuzsanna, a Gyógytestnevelés a Gyermekekért Országos Egyesület alapító elnöke, nyugalmazott gyógytestnevelő tanár,
- Kiss Tünde Mónika, a Borsod-Abaúj-Zemplén Megyei Óvoda, Általános Iskola, Speciális Szakiskola, Kollégium és Egységes Gyógypedagógiai Módszertani Intézmény Ózdi Tagintézményének gyógypedagógusa,
- Klausz Gáborné, a Budapest XXI. kerületi Mátyás Király Általános Iskola pedagógusa,
- Kósáné Farkas Mária, a gyöngyösfalui Dr. Tolnay Sándor Általános Iskola intézményvezetője,
- Kovács Gáborné, a dunakeszi Fazekas Mihály Német Nyelvoktató Nemzetiségi Általános Iskola intézményvezetője,
- Kovácsné Kaszás Beatrix, a Tolna Megyei Pedagógiai Szakszolgálat Szekszárdi Tagintézményének tagintézmény-vezetője,
- Lehoczkiné Somogyi Erzsébet a keceli II. János Pál Katolikus Általános Iskola és Óvoda Tázlári Tagintézményének tanára, munkaközösség-vezetője,
- Lőrincz Hajnalka, a petőfiszállási Petőfi Sándor Általános Iskola intézményvezető-helyettese,
- Lőrinczy Lászlóné, a csemői Ladányi Mihály Általános Iskola Nyársapáti Tagintézményének pedagógusa,
- Lukács Gergely, a Budapest II. kerületi Béke Gyermekotthon és Általános Iskola pedagógusa,
- Mákosné Rácz Ella, a Nógrád Megyei Pedagógiai Szakszolgálat, Megyei Szakértői Bizottság vezetője,
- Megyesiné Körmendi Irén, a Kiskőrös Térségi Bem József Általános Iskola, a fülöpszállási Herpai Vilmos Általános Iskolájának pedagógusa, munkaközösség-vezetője,
- Milasin István, a győri Műszaki Szakképzési Centrum Hunyadi Mátyás Szakközépiskolája és Szakiskolájának pedagógusa, munkaközösség-vezetője,
- Mirkné Nick Anikó, a pilisvörösvári Német Nemzetiségi Általános Iskola gyermek- és ifjúságvédelmi felelőse, pedagógusa,
- Nagy Katalin Annamária, a zalaegerszegi Kölcsey Ferenc Gimnázium középiskolai tanára,
- Németh Béláné, a zalaszentgróti Deák Ferenc Általános Iskola, Gimnázium és Alapfokú Művészeti Iskola középiskolai tanára,
- Öreg István, a Mezőberényi Általános Iskola, Alapfokú Művészeti Iskola és Kollégium intézményvezetője,
- Paksi Lajosné, a Jász-Nagykun-Szolnok Megyei Kádas György Óvoda, Általános Iskola, Szakiskola, Egységes Gyógypedagógiai Módszertani Intézmény és Kollégium gyógypedagógusa,
- Papdi József Jánosné, a kisszállási Sallai István Általános Iskola pedagógusa,
- Pelyhe Andrásné, a Budapest XXI. Kerületi Móra Ferenc Általános Iskola pedagógusa,
- Pethő Katalin, a debreceni Lilla Téri Általános Iskola intézményvezető-helyettese,
- Pfeifferné Vágó Mária Erzsébet, a homokszentgyörgyi I. István Általános Iskola intézményvezetője,
- Pósch Mária, a Budapest XII. kerületi Mackós Óvoda óvodavezetője,
- Dr. Puszter Bernadett, a Budapest XIV. kerületi Álmos Vezér Gimnázium és Általános Iskola intézményvezetője,
- Róthné Géczy Veronika, a Budapest XX. kerületi Lázár Vilmos Általános Iskola igazgatóhelyettese,
- Sipos Erika, a Budapest XXI. kerületi Kölcsey Ferenc Általános Iskola pedagógusa,
- Szakály Mihályné, a nyírlugosi Általános Iskola pedagógusa,
- Szána Gábor, címzetes igazgató, a Magyarnándori Általános Iskola pedagógusa,
- Szávai István, a szolnoki Széchenyi Körúti Sportiskolai Általános Iskola és Alapfokú Művészeti Iskola igazgatóhelyettese,
- Szedenik Enikő, a Budapest II. kerületi II. Rákóczi Ferenc Gimnázium munkaközösség vezetője,
- Székely Mária, a Budapest II. kerületi Palotás Gábor Általános Iskola gyógypedagógusa,
- Szűcs Kinga Katalin, a sarkadi Ady Endre – Bay Zoltán Gimnázium és Kollégium pedagógusa,
- Tinkáné Mongyi Judit, az érdi Gárdonyi Géza Általános Iskola és Gimnázium pedagógusa,
- Tóthné Aschenbrenner Judit, a pécsi Leőwey Kára Gimnázium pedagógusa,
- Túriné dr. Lehóczky Lídia, az Eötvös Loránd Tudományegyetem Ságvári Endre Gyakorló Iskola és Gimnázium volt gyakorlat-vezető tanára,
- Varga Zoltán Imre, a pécsi Budai-Városkapu Általános Iskola pedagógusa,
- Vaskó Györgyné, az esztergomi Montágh Imre Egységes Gyógypedagógiai Módszertani Intézmény, Óvoda, Általános Iskola és Speciális Szakiskola intézményegység-vezetője,
- Visnovitsné Németh Katalin, a Budapest XXI. kerületi Herman Ottó Általános Iskola pedagógusa,
- Vizhányó Jánosné, a Csongrád Megyei Pedagógiai Szakszolgálat Makói Tagintézményének gyógypedagógusa,
- Dr. Zalay Szabolcs, a pécsi Leőwey Klára Gimnázium intézményvezetője.

### 2017
- Bánkiné Kiss Anikó, a Budapest XVI. Kerületi Móra Ferenc Általános Iskola intézményvezető-helyettese,
- Barczi Józsefné, a kisvárdai Szakképzési Centrum II. Rákóczi Ferenc Szakgimnázium és Szakközépiskola középiskolai tanára,
- Batári Antal, az egri Dobó István Gimnázium pedagógusa,
- Benkő Zoltánné, az orosházi Református Két Tanítási Nyelvű Általános Iskola pedagógusa,
- Blahovits Márta, a Mosonmagyaróvári Móra Ferenc Általános Iskola pedagógusa,
- Dr. Bognárné Koppány Cecília, a Budapesti Vendéglátóipari és Humán Szakképzési Centrum Raoul Wallenberg Szakgimnázium és Szakközépiskola pedagógusa,
- Bohus Zoltán, a fóti Németh Kálmán Általános Iskola és Alapfokú Művészetoktatási Intézmény vezetője,
- Braun Mária, a nyíregyházi Bárczi Gusztáv Általános Iskola Készségfejlesztő Speciális Szakiskola, Kollégium és Egységes Gyógypedagógiai Módszertani Intézmény vezetője, gyógypedagógus,
- Budainé Ludányi Ilona, a nyékládházi Kossuth Lajos Általános Iskola pedagógusa,
- Burjánné Joó Mária Katalin, a Budapest XVII. Kerületi Gregor József Általános Iskola intézményvezető-helyettese,
- Dávidné Bognár Beatrix, Üllés, Forráskút, Csólyospálos Községi Általános Iskola és Alapfokú Művészeti Iskola, a Csólyospálosi Tagintézmény pedagógusa,
- Fetterné Stocker Anna, a pilisvörösvári Német Nemzetiségi Általános Iskola pedagógusa
- Foki Tamás, a budapesti Fazekas Mihály Gyakorló Általános Iskola és Gimnázium intézményvezető-helyettese,
- Heller Ferenc, a Budapesti Műszaki Szakképzési Centrum Puskás Tivadar Távközlési Technikum Infokommunikációs Szakgimnázium intézményvezetője,
- Holló Gyula, a Budapest XXI. Kerületi Fasang Árpád Zenei Alapfokú Művészeti Iskola intézményvezető-helyettese, zenetanár,
- Horváth Miklósné, a győri Műszaki Szakképzési Centrum, Gábor László Építőipari Szakképző Iskola intézményvezetője,
- Iván Béláné, a kiskörei Vásárhelyi Pál Általános Iskola pedagógusa,
- Koncz Károly, a Pécsi Tudományegyetem Babits Mihály Gyakorló Gimnázium és Szakközépiskola pedagógusa,
- Kovács Zsuzsa, a Budapest XII. kerületi Süni Óvodák intézményvezetője,
- Kozma László, a nyírbátori Alapfokú Művészeti Iskola pedagógusa,
- László Márta, a Fővárosi Iskolaszanatórium Általános Iskola Heim Pál Gyermekkórház telephelyének kórházpedagógusa,
- Marton Ilona, a kakucsi Általános Iskola intézményvezetője,
- Mezei Mihályné, a Kisgöncöl Waldorf Iskola pedagógusa,
- Mihalik Árpádné, a mezőberényi Általános Iskola, Alapfokú Művészeti Iskola és Kollégium intézményvezető-helyettese,
- Oszlánczi Ferenc, a csemői Ladányi Mihály Általános Iskola intézményvezetője,
- Perényi László, a békéscsabai Belvárosi Általános Iskola és Gimnázium pedagógusa,
- Pusztainé Lassan Ibolya, a székesfehérvári II. Rákóczi Ferenc Magyar-Angol Két Tanítási Nyelvű Általános Iskola intézményvezető-helyettese,
- Solti Kálmán, az akasztói Kunszt József Katolikus Általános Iskola intézményvezetője,
- Szabó Gyula, a debreceni Epreskerti Általános Iskola intézményvezetője,
- Szeleczki Erzsébet Éva, a békéscsabai Kazinczy Ferenc Általános Iskola nyugalmazott intézményvezetője,
- Szerencsiné Szabó Anna Zsuzsanna, a békési Dr. Hepp Ferenc Általános Iskola és Alapfokú Művészeti Iskola pedagógusa,
- Szokolai Tibor, a budapesti Fazekas Mihály Gyakorló Általános Iskola és Gimnázium intézményvezető-helyettese,
- Tamás Csilla, a Pécsi Leőwey Klára Gimnázium pedagógusa,
- Tamás Krisztina, a kalocsai Nebuló Általános Iskola, Szakiskola és Egységes Gyógypedagógiai Módszertani Intézmény intézményvezető-helyettese, gyógypedagógus,
- Vojtek Zsuzsanna, a Budapest XXI. Kerületi Móra Ferenc Általános Iskola pedagógusa.

### 2018
- Babinszki Szilárd Jánosné, a Mezőberényi Általános Iskola Bélmegyeri Tagintézményének pedagógusa,
- Bartókné Lukács Irén, az atkári Petőfi Sándor Általános Iskola igazgatója,
- Brandtné Czirják Éva, a geszti Arany János Általános Iskola pedagógusa,
- Császi Csaba, az egri Eszterházy Károly Egyetem Gyakorló Általános, Közép-, Alapfokú Művészeti Iskola, Pedagógiai Intézet szakvezetője,
- Csiba Lajosné, a Budapest IX. Kerületi Leövey Klára Gimnázium nyugalmazott pedagógusa,
- Csuka László, a balassagyarmati Rózsavölgyi Márk Alapfokú Művészeti Iskola intézményvezető-helyettese,
- Dr. Gál András, a szerencsi Bocskai István Katolikus Gimnázium és Szakgimnázium igazgatója,
- Kovácsné Csipes Ilona Anna, a Tarnaörsi Általános Iskola pedagógusa,
- Dr. Kövesdi István, az újpesti Babits Mihály Gimnázium igazgatója,
- Dr. Mátyás Ferencné Hrk Mária, az egri Eszterházy Károly Egyetem Gyakorló Általános, Közép-, Alapfokú Művészeti Iskola és Pedagógiai Intézet nyugalmazott igazgatóhelyettese, művésztanára,
- Németh Ernőné, a sárvári Gárdonyi Géza Általános Iskola pedagógusa,
- Dr. Paróczainé Varga Ildikó, a salgótarjáni Cogito Általános Művelődési Központ (ÁMK) főigazgatója,
- Pataki Enikő magyartanár, a szatmárnémeti Kölcsey Ferenc Főgimnázium igazgatónője,
- Stündl Gáborné, Iklad Német Nemzetiségi Általános Iskola nyugalmazott igazgatója,
- Szabó Attila, a mátészalkai Móricz Zsigmond Görögkatolikus Kéttannyelvű Általános Iskola igazgatója,
- Szepesi Judit, az ELTE Gyertyánffy István Gyakorló Általános Iskola pedagógusa,
- Dr. Takaró Mihály, irodalomtörténész,
- Tóth Tibor, a nyársapáti Mátyás Király Általános Iskola nyugalmazott igazgatója,
- Vajda Istvánné, a zalaegerszegi Zrínyi Miklós Gimnázium tanára,
- Vajgerné Bőhm Erika, a székesfehérvári Munkácsy Mihály Általános Iskola igazgatóhelyettese,
- Vizes Lajos, az egri Eszterházy Károly Egyetem Gyakorló Általános, Közép-, Alapfokú Művészeti Iskola és Pedagógiai Intézet középiskolai tanára.

### 2019
- Dr. Baloghné Mester Éva, a nyíregyházi Bem József Általános Iskola igazgatója,
- Inotai István, a XVI. kerületi Szerb Antal Gimnázium igazgatója,
- Mayer Tamásné, a Közoktatási Szakértők Országos Egyesülete Bács-Kiskun megyei szakértője,
- Orosz Éva Katalin, a békéscsabai Jankay Tibor Általános Iskola tanítója,
- Renkecz József, szekszárdi nyugalmazott tanító,
- Sárkányné Lengyel Mária, a pécsi Leőwey Klára Gimnázium igazgatóhelyettese,
- Szatmáriné Mályi Nóra, a Fejér Megyei Pedagógiai Szakszolgálat Gárdonyi Tagintézményének igazgatója, logopédusa,
- Szluka Pálné, a salgótarjáni Madách Imre Gimnázium igazgatója.

### 2020
- Czeglédi Karolina, a szandaszőlősi Általános Iskola és Alapfokú Művészeti Intézmény tanára,
- Danhauser Zoltán budakeszi népzenész, hegedűtanár,
- Huszárné Kádár Ibolya, a nyíregyházi Zrínyi Ilona Gimnázium és Kollégium igazgatója
- Megyesi Ilona, a pilisvörösvári Német Nemzetiségi Általános Iskola  gépészmérnök-mérnöktanár, informatika szakos tanár,
- dr. Vincze Zoltánné, a paksi Bezerédj Általános Iskola nyugalmazott tanára.

### 2021
- Antalné Varga Katalin, az endrefalvai Általános Iskola igazgatóhelyettese,
- Badalay Tünde, a budakeszi Széchenyi István Általános Iskola tanára,
- Brahmi Ilona, a szolnoki Városi Tehetséggondozó Szakkollégium intézményvezetője,
- Deák László, a Szolnoki Széchenyi István Gimnázium intézményvezetője,
- Holczhei Árpád, a komáromi Selye János Gimnázium biológia-kémia szakos tanára,
- Kaibinger Pál, az ELTE Bárczi Gusztáv Gyakorló Általános Iskola igazgatója,
- Kaposiné Héger Ágnes, a budakeszi Széchenyi István Általános Iskola tanára,
- Kiss Zsolt, a zalaegerszegi Zrínyi Miklós Gimnázium igazgatóhelyettese, matematika–informatika szakos tanára,
- Nagy Ferenc, a sarkadi Ady Endre-Bay Zoltán Gimnázium és Kollégium kollégiumi nevelőtanára,
- Szakálos Erzsébet, a XXI. kerületi Jedlik Ányos Gimnázium nyugalmazott tanára,
- Uzsák Éva, a Párkányi Gimnázium tanára,
- Vári László, a Reményhír Intézmény nyugdíjas pedagógusa.

### 2022
- Boldog Lászlóné, a monori Jászai Mari Általános Iskola tanára,
- Farkasné Kurucsó Júlia, a békéscsabai Lencsési Általános Iskola intézményvezető-helyettese,
- Földhátiné Terdik Edit, a debreceni Néri Szent Fülöp Katolikus Általános Iskola igazgatóhelyettese,
- Hamar Gabriella, a Járdányi Pál Zeneiskola Alapfokú Művészeti Iskola zongora szakos tanára,
- Horváth-Almaski Géza Béláné, a kiskőrösi Bem József Általános Iskola igazgatóhelyettese,
- Jenesné Berényi Klára, a gyöngyösi Arany János Általános Iskola gyógypedagógusa,
- Kiss Antal, a hajdúböszörményi   Eötvös József Magyar-Angol Két Tanítási Nyelvű Általános Iskola és Alapfokú Művészeti Iskola igazgatója,
- Ladocsi Erika, a Fekete István Óvoda, Általános Iskola, Szakiskola és EGYMI gyógypedagógusa,
- Lénárd Lászlóné, a Vörösmarty Mihály Általános Iskola Rákóczitelepi Tagintézményének tanára,
- Dr. Mezei János, a Józsefvárosi Zeneiskola Alapfokú Művészeti Iskola szolfézs-, zeneirodalom tanára,
- Sándor Gézáné, a békéscsabai Belvárosi Általános Iskola és Gimnázium tanítója,
- Sánta Márta, a Solti György Zenei Alapfokú Művészeti Iskola szolfézstanára, tanszakvezetője,
- Sóti Szobonya Emőke, a Király-Kőnig Péter Alapfokú Művészeti Iskola zongoratanára,
- Szabados-Tóth Gábor, a szarvasi Chován Kálmán Alapfokú Művészeti Iskola tanára,
- Tóth Katalin, a komáromi Gépipari és Elektrotechnikai Szakközépiskola magyar-történelem szakos pedagógusa,
- Vajas József, az esztári Irinyi Károly Általános Iskola tanára,
- Weiszkopfné Kövesközi Zsuzsa, a Budapest I. Kerületi Kosztolányi Dezső Gimnázium biológia-kémia szakos tanára,
- Zámbó Tibor, a mezőszilasi Németh László Általános Iskola igazgatója.

### 2023
- Csájiné Knézics Anikó, a  Budapesti Fazekas Mihály Gyakorló Általános Iskola és Gimnázium tanára,
- Kalácska Erzsébet, az ógyallai Építőipari Szakiskola tanára.